# No hay negros en el Tíbet
No hay negros en el Tíbet es un pódcast español que trata sobre lo que significa ser una persona afrodescendiente en España.  

## Descripción
No hay negros en el Tíbet es un programa original de Podium Podcast. Lo presentan el productor musical, beatmaker y locutor Frank T, la humorista y excolumnista de El País Madrid Asaari Bibang y el cómico y actor Lamine Thior.
Con una primera temporada de 10 episodios, hablan de la realidad casi siempre oculta de más de 700.000 personas negras en España. Han tratado temas como la salud mental, la LGTBfobia, el Día Internacional de la Mujer o el cine.

## Episodios
| Temporada | Temporada         | Episodios | Episodios | Emisión original   | Emisión original  |
| Temporada | Temporada         | Episodios | Episodios | Primera emisión    | Última emisión    |
| --------- | ----------------- | --------- | --------- | ------------------ | ----------------- |
|           | Primera temporada | 10        | 10        | febrero de 2022    | junio de 2022     |
|           | Segunda temporada | 8         | 8         | octubre de 2022    | noviembre de 2022 |
|           | Tercera temporada | 8         | 8         | septiembre de 2023 | diciembre de 2023 |
|           | Cuarta temporada  | 8         | 8         | abril de 2024      | julio de 2024     |
|           | Quinta temporada  | 8         | 8         | octubre de 2024    | enero de 2025     |